# 6986 Асамаяма
6986 Асамаяма (6986 Asamayama) — астероїд головного поясу, відкритий 24 листопада 1994 року.
Тіссеранів параметр щодо Юпітера — 3,273.